# Phoniatrie
La phoniatrie est une discipline médicale qui a pour but de soigner les troubles de la voix, de la parole et de la déglutition.
On appelle phoniatre le praticien qui l'exerce.
Les pathologies prises en charge sont par exemple :
- les dysphonies : troubles de la voix engendrés par des atteintes des cordes vocales ;
- les dysarthries : troubles de l'articulation de la parole à la suite de différentes maladies neurologiques, neuro-musculaires ou séquelles post-chirurgicales ;
- les retards de parole chez les enfants ;
- les aphasies chez les adultes ;
- les dysphagies ou troubles de la déglutition engendrées par des anomalies anatomiques ou fonctionnelles du carrefour aéro-digestif.